# Tonicella undocaerulea
Tonicella undocaerulea is een keverslakkensoort uit de familie van de Mopaliidae. De wetenschappelijke naam van de soort is voor het eerst geldig gepubliceerd in 1973 door Sirenko.